# Locomotiva a vapor
A locomotiva a vapor é uma locomotiva propulsionada por um motor a vapor que compõe-se de três partes principais: a caldeira, produzindo o vapor usando a energia do combustível, a máquina térmica, transformando a energia do vapor em trabalho mecânico e a carroçaria, carregando a construção. O vagão-reboque (também chamado "tênder") de uma locomotiva a vapor transporta o combustível e a água necessários para a alimentação da máquina.
As primeiras locomotivas apareceram no século XIX sendo o mais popular tipo de locomotiva até ao fim da Segunda Guerra Mundial.

## História
A primeira locomotiva a vapor usando trilhos foi construída pelo engenheiro inglês Richard Trevithick e fez o seu primeiro percurso em 21 de Fevereiro de 1804. A locomotiva conseguiu puxar cinco vagões com dez toneladas de carga e setenta passageiros à velocidade vertiginosa de 8 km por hora usando para o efeito trilhos fabricados em ferro-fundido.
Outro inglês, John Blenkinsop, construiu uma locomotiva em 1812 que usava dois cilindros verticais que movimentavam dois eixos, unidos a uma roda dentada que faziam acionar uma cremalheira.  Esta máquina usava também trilhos de ferro-fundido, que vieram substituir definitivamente os trilhos em madeira usados até aí. Estes trilhos ou linhas de madeira tinham sido desenvolvidos na Alemanha por volta do ano de 1550, serviam carruagens que eram puxadas por animais, principalmente por cavalos - as vezes, à força de braços também.
No entanto, o passo maior para o desenvolvimento da locomotiva e por consequência do comboio, seria dado por George Stephenson. Este inglês, mecânico nas minas de Killingworth, construiu a sua primeira locomotiva a quem chamou Blucher, corria o ano de 1814. A Blucher, que se destinava ao transporte dos materiais da mina, conseguiu puxar uma carga de trinta toneladas à velocidade de 6 quilómetros por hora. Stephenson viria a construir a primeira linha férrea Stockton and Darlington Railway, entre Stockton-on-Tees e a região mineira de Darlington, que foi inaugurada em 27 de Setembro de 1825 e tinha 61 km de comprimento; quatro anos mais tarde, foi chamado a construir a linha férrea entre Liverpool e Manchester. Nesta linha foi usada uma nova locomotiva, batizada Rocket, que tinha uma nova caldeira tubular inventada pelo engenheiro francês Marc Seguin e já atingia velocidades da ordem dos 30 km/h.
No início do século XIX, as rodas motrizes passaram a ser colocadas atrás da caldeira, permitindo desta forma aumentar o diâmetro das rodas e, consequentemente, o aumento da velocidade de ponta. O escocês James Watt, com a introdução de várias alterações na concepção dos motores a vapor, designadamente na separação do condensador dos cilindros, muito contribuiu também para o desenvolvimento dos caminhos de ferro.
Num ápice, as locomotivas passaram do vapor à electricidade. No dia 31 de Maio de 1879, Werner von Siemens apresentou na Exposição Mundial de Berlim a primeira locomotiva eléctrica. No entanto, o seu desenvolvimento só foi significativo a partir de 1890, mantendo-se a sua utilização até aos dias atuais.
Antes do meio do século XX, as locomotivas eléctricas e a diesel começaram a substituir as máquinas a vapor. No fim da década de 1960, a maioria dos países já tinha substituído a totalidade das locomotivas a vapor em serviço. Outros projectos foram desenvolvidos e experimentados, como as locomotivas com turbinas a vapor, mas muito pouco utilizados.

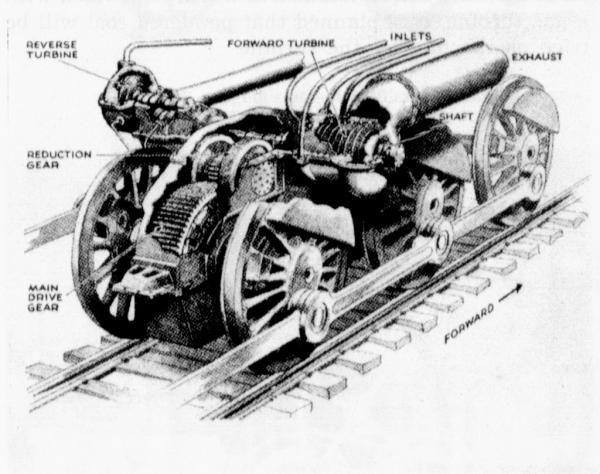
Turbinas a vapor (de avanço e reversa) da locomotiva Pennsylvania Railroad class S2.

A primeira locomotiva com turbina a vapor foi construída em 1909, pela North British Locomotive Company, da Escócia. Neste tipo de locomotiva, o movimento que é transmitido para as rodas é gerado por uma turbina a vapor. Nas décadas de 1920 e 1930, numerosas tentativas nesta categoria de locomotiva foram feitas, a maioria sem sucesso. Naquele momento, a locomotiva com turbina a vapor era vista como uma forma de revitalizar a energia a vapor e desafiar as locomotivas a diesel que estavam sendo introduzidas.
Já no fim do século XX na América do Norte e na Europa o uso regular das locomotivas a vapor estava restrito aos comboios com fins turísticos ou para entusiastas do comboio. No México, o vapor manteve-se com uso comercial até fins da década de 1970. Da mesma forma ocorreu, localizadamente, no Brasil, onde no sul do país a Estrada de Ferro Tereza Cristina ainda operou essas máquinas até 1994. Locomotivas a vapor, continuam a ser usadas regularmente na China onde o carvão é muito mais abundante do que o petróleo. A Índia trocou o vapor pelo diesel e pela electricidade na década de 1990.  Em algumas zonas montanhosas o vapor continua a ser preferido ao diesel, por ser menos afectado pela reduzida pressão atmosférica.

## Em Portugal
A primeira viagem de comboio no país ocorreu a 28 de outubro de 1856, numa linha estabelecida entre Lisboa e o Carregado.
A viagem inaugural, onde se estreou a locomotiva crismada D. Luís, percorreu 37 quilómetros. Embora tivesse sido preparada a contar com a presença do monarca D. Pedro V, este atrasou-se e o comboio acabou por partir sem ele.
Nos anos que se seguiram, sob influência de Fontes Pereira de Melo, então Ministro das Obras Públicas, a rede ferroviária conheceu um franco crescimento, estendendo-se rapidamente por todo o território. Dessarte, já em 1861, os comboios portugueses passaram a chegar à fronteira espanhola, por Badajoz, e no ano seguinte foi assegurada a ligação ferroviária entre a capital e a cidade do Porto.
Pouco a pouco, as linhas foram-se estendendo até que, ao final do século XIX, o país contava com uma malha ferroviária de 2 070 km.

## No Brasil
A primeira locomotiva a rodar no Brasil foi a "Baroneza", que em 30 de abril de 1854 percorreu em pouco mais de 23 minutos  o trecho de 14,5 km entre o porto de Mauá, na Baía da Guanabara e a localidade de Fragoso, inaugurando a Estrada de Ferro Mauá, a primeira do país e que adotava a bitola indiana (trilhos com 1 676 mm de largura). A viagem inaugural contou com a presença ilustre do imperador do Brasil, Dom Pedro II.
No Brasil as locomotivas a vapor receberam o apelido de "Maria Fumaça" em virtude da densa nuvem de vapor e fuligem expelida por sua chaminé, sendo que no final do século XIX e início do século XX, os matutos e caipiras, davam-lhe o nome de "Balduína", uma corruptela de Baldwin, a marca das locomotivas de origem norte-americana, usadas à altura.

## Velocidade
O recorde absoluto de velocidade de uma locomotiva a vapor foi obtido na Inglaterra em 1938. A locomotiva atingiu a velocidade de 201,2 km/h num percurso ligeiramente inclinado. Velocidades semelhantes foram também atingidas na Alemanha e nos EUA.
Em Portugal o recorde de velocidade com locomotiva a vapor foi de 145 km/h, com a locomotiva Pacific nº 501, durante os ensaios realizados em 1939 às carruagens Budd na Linha do Norte. Durante estes ensaios a mesma locomotiva realizou o percurso entre Lisboa (Campolide) e Porto (Gaia) em 3h09 minutos (343 km à média de 107,8 km/h).  Em serviço comercial a velocidade máxima em Portugal com locomotivas a vapor estava fixada em 120 km/h.
No Brasil o recorde de velocidade em uma máquina a vapor é da locomotiva de nº 353 que pertenceu a Central do Brasil com registro de velocidade de 147 km/h.

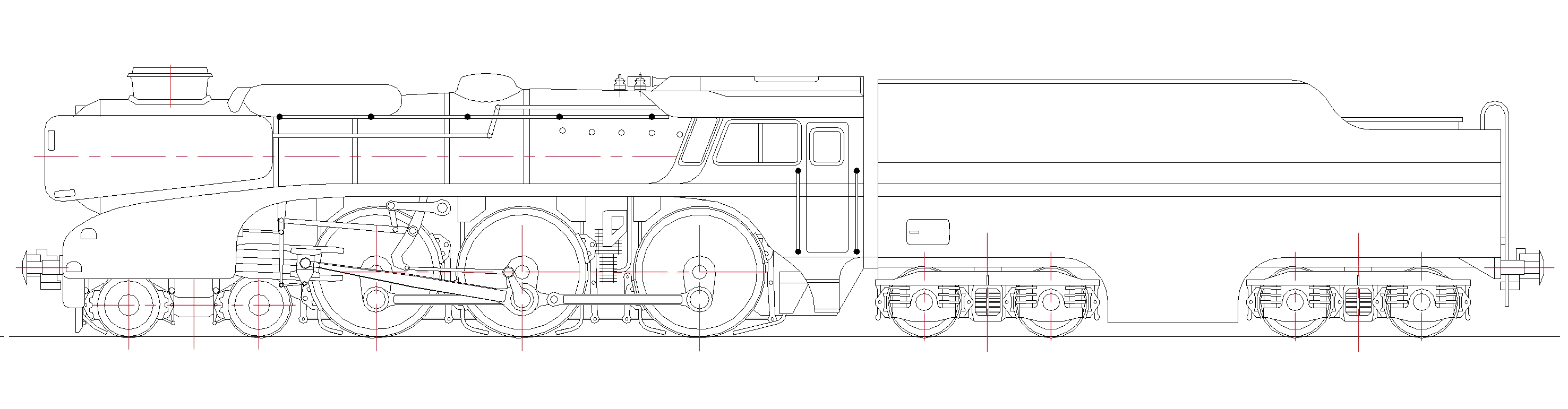
5AT (Reino Unido): projeto de locomotiva a vapor do século XXI.